# 明日の花嫁さん ビバ・ジャパン'77
『明日の花嫁さん ビバ・ジャパン'77』は、ずうとるびの7枚目のオリジナルアルバム。
1977年7月5日に東芝EMI（現・ユニバーサルミュージック／EMI Records Japanレーベル）から発売された。
2014年6月25日にCDとして再発された。

## 解説
- 今作のレコーディング・ジャケット撮影はイギリスのロンドンで行われた[1]。
- 今作のジャケットの元ネタはビートルズの「アビイ・ロード」である[1]。
- 今作は山田隆夫が最後に参加したオリジナルアルバムとなった。
- シングル曲及びA面は山田、それ以外は外部の人物が主に作詞・曲などを行っている。

## 収録曲

### A面
1. ビバ・ジャパン'77
  - 作詞・作曲：山田隆夫
2. ヘルプ・ミー・ゴッド
  - 作詞・作曲：山田隆夫
3. 君はエンジェル
  - 作詞・作曲：山田隆夫
4. ソウル・キャット
  - 作詞・作曲：山田隆夫
5. ピエロの涙
  - 作詞・作曲：山田隆夫
6. センチメンタル・モーニング
  - 作詞：石原信一、作曲：あかのたちお
7. ディスコ・ラブ
  - 作詞：山田隆夫、作曲：佐瀬寿一

### B面
1. 明日の花嫁さん
  - 作詞：岩谷時子、作曲：山田隆夫
  - 12thシングル。
2. 二人の夏
  - 作詞：岩谷時子、作曲：山田隆夫
  - 12thシングル「明日の花嫁さん」のB面曲。
3. 春に八月
  - 作詞：伊藤アキラ、作曲：三木たかし
4. 夜をくれる人
  - 作詞：伊藤アキラ、作曲：三木たかし
5. 帰ってきたヒロイン
  - 作詞：石原信一、作曲：あかのたちお
6. 土曜の夜は最高さ
  - 作詞：山田隆夫、作曲：佐瀬寿一